# Sí, pero...
Sí, pero... (Oui, mais... en francés) es una película francesa de 2001 escrita y dirigida por Yves Lavandier, que aborda temas sobre las terapias psicológicas y la sexualidad entre adolescentes.

## Argumento
Atraída pero también asustada por su sexualidad, una adolescente de 17 años experimenta una breve terapia con un psicoterapeuta paradójico, chistoso y competente y le enseña a ver la vida de una mejor manera y a amar.

## Créditos principales
- Director: Yves Lavandier
- Guionista: Yves Lavandier
- Productor: François Kraus y Denis Pineau-Valencienne
- Cinematografista: Pascal Caubère
- Editor: Dominique Pétrot
- Género: comedia
- Tiempo: 104 minutos
- Color
- Fecha de lanzamiento: 18 de abril de 2001 (Francia)

## Reparto
- Émilie Dequenne: Eglantine Laville
- Gérard Jugnot: Erwann Moenner
- Alix de Konopka: Mme Laville
- Cyrille Thouvenin: Sébastien
- Patrick Bonnel: M. Laville
- Vanessa Jarry: Françoise